# 前733年
| 千纪： | 前1千纪 |
| 世纪： | 前9世纪 \| 前8世纪 \| 前7世纪 |
| 年代： | 前760年代 \| 前750年代 \| 前740年代 \| 前730年代 \| 前720年代 \| 前710年代 \| 前700年代 |
| 年份： | 前738年 \| 前737年 \| 前736年 \| 前735年 \| 前734年 \| 前733年 \| 前732年 \| 前731年 \| 前730年 \| 前729年 \| 前728年 |
| 纪年： | 戊申年（猴年）；周平王三十八年；魯惠公三十六年；齊莊公六十二年；晉孝侯六年；曲沃桓叔十二年；秦文公三十三年；楚武王八年；宋宣公十五年；衛桓公二年；陳桓公十二年；蔡宣公十七年；曹桓公二十四年；鄭莊公十一年；燕鄭侯三十二年；杞武公十八年 |

## 大事記
- 衛國宗室州吁出奔。[1]